# Andrzej Wiszowaty
Andrzej Wiszowaty herbu Pierzchała, inna forma nazwiska: Andreas Wissowatius, (ur. 26 listopada 1608 w Filipowie, zm. 29 lipca 1678 w Amsterdamie) – polski filozof, teolog, ideolog religijny braci polskich, kaznodzieja ariański, pisarz-polemista, poeta, redaktor i wydawca.

## Życiorys
Syn członka wspólnoty braci polskich Stanisława Wiszowatego i Agnieszki Socyn, jedynej córki Fausta Socyna. Prawnuk Abrahama Wiszowatego, komornika ziemskiego brańskiego, jednego z pierwszych członków rodu wymienionych w historycznych dokumentach w XVI w.. Rodzina Wiszowatych należała do drobnej szlachty. Ojciec nie był w stanie zadbać o należyte wykształcenie syna, dlatego za namową Krzysztofa Morsztyna, arianina, starosty filipowskiego i wuja żony, Stanisław przeniósł się do województwa krakowskiego, gdzie objął w dzierżawę wieś Jankówka, a później nabył na własność wieś Wrocimorowa. Andrzej pobierał pierwsze nauki wraz z synami K. Morsztyna w sąsiednim Raciborsku – siedzibie Morsztynów. Wykazywał duże zdolności, dlatego naukę kontynuował w słynnej Akademii w Rakowie (1619–1629), gdzie mieszkał w domu rektora i wybitnego myśliciela ariańskiego Jana Crella. Po ukończeniu szkoły objął na krótko posadę nauczyciela dzieci wojewody lubelskiego Piotra Aleksandra Tarły. Arianie niechętni temu faktowi (Tarło był katolikiem), ufundowali dla młodego Andrzeja stypendium zagraniczne. Na decyzję o posłaniu Andrzeja na dalsze studia miał też wpływ Marcin Ruar. Przekonał jego rodziców, aby wbrew zamierzeniom nie posyłali go na dwór magnacki, aby rozpoczął karierę dworską. Zdaniem Ruara, wypadało, aby jedyny wnuk Fausta Socyna kroczył śladami swojego wybitnego dziada.
W roku 1631 rozpoczęła się pierwsza europejska podróż Wiszowatego. Na trasie znalazły się Gdańsk (odwiedził Marcina Ruara), Hamburg (spotkanie z Hugonem Grocjuszem), aby w 1632 przybyć do Lejdy i podjąć studia na tamtejszym Uniwersytecie. W czasie studiów Wiszowaty odwiedzał często Amsterdam, aby uczestniczyć w wykładach myślicieli tej klasy co Gerardus Vossius i Caspar Barlaeus. Wkrótce na stałe przeniósł się do Amsterdamu. Tam poznał i zaprzyjaźnił się z Krzysztofem Arciszewskim, arianinem, sławnym w Europie podróżnikiem i żołnierzem. Opowieści Wiszowatego  o postępach kontrreformacji w Polsce oraz prześladowaniach różnowierców skłoniły Arciszewskiego do podjęcia decyzji o odrzuceniu propozycji króla Władysława IV, z której początkowo bardzo się ucieszył. Król chciał, żeby sławny żołnierz objął w Rzeczypospolitej funkcję admirała lub generała artylerii koronnej. Ostatecznie Arciszewski odmówił, uzasadniając swoją decyzję m.in. naruszaniem w Rzeczypospolitej wolności sumienia i tolerancji religijnej oraz podjął decyzję o wyjeździe do Brazylii. Namawiał do wyjazdu Wiszowatego, ale ten odmówił pragnąc pozostać w kontakcie z braćmi polskimi w Europie. Po opuszczeniu Amsterdamu, Wiszowaty odwiedził Anglię i Paryż. W 1637 r. powrócił do Polski. W 1638 r. pod pretekstem obrazy katolicyzmu, zburzono Szkołę Rakowską, zamknięto zbór i wypędzono nauczycieli i uczniów. Oburzony tym wydarzeniem Wiszowaty udał się w 1639 r. do Warszawy, gdzie przed Izbą Poselską wygłosił mowę w obronie doktryny rakowskiej.
Wkrótce został nauczycielem Andrzeja Suchodolskiego. Razem z nim, w 1640 r. wyruszył w kolejną, kilkuletnią podróż po Europie. Odwiedził Niemcy, Holandię i Francję. Po powrocie, w 1642 r., synod ariański powierzył mu funkcję ministra zboru ariańskiego w Piaskach, należących do rodziny Suchodolskich. Zbór został wkrótce zamknięty. W 1643 r. Wiszowaty otrzymał posadę kaznodziei w zborze w Szerszniach na Ukrainie w powiecie żytomierskim, u boku ariańskiego teologa Jana Stoińskiego. Szersznie były własnością rodziny Jerzego Niemirycza, podkomorzego kijowskiego, przyjaciela Wiszowatego z okresu studiów w Lejdzie. W 1643 r. Andrzej otrzymał tragiczną wiadomość o bestialskim zamordowaniu ojca we Wrocimorowej.
Wkrótce Bracia polscy przenieśli Wiszowatego do województwa wołyńskiego. Pod jego opieką znalazły się zbory w Haliczanach, Iwanicach, Beresku i Kisielinie. Wystąpienia przeciwko arianom przybrały na sile. Kolejne zbory były burzone, co nie pozwalało Wiszowatemu osiąść nigdzie na dłużej. W 1648 roku przeniósł się do Siedlisk, aby objąć tam stanowisko kaznodziei. Po wybuchu wojen kozackich, wyjechał w okolice Gdańska. W 1648 r. osiadł na krótko w Arciszewie (dobrach Arciszewskich herbu Prawdzic), skąd przeniósł się do Straszyna — majątku arianina Pawła Iwanickiego herbu Pełnia, gdzie wygłaszał polskie kazania u boku nieznającego języka polskiego Marcina Ruara. Już wiosną 1649 r. powrócił do Siedlisk. Nauczał kolejno w zborach w Radostowie, Rąbkowej i Lusławicach. Na wieść o napaści chłopskiego tłumu na Nowy Sącz, wymordowaniu załogi szwedzkiej i spustoszeniu ariańskich domów, Wiszowaty w pośpiechu opuścił Robków, gdzie porzucił cały majątek i bibliotekę. Osiadł chwilowo w Czarkowych należących do syna swojej stryjecznej siostry, Hieronima Moskorzewskiego.
Wkrótce znowu zmuszony był uciekać. Wraz z Jonaszem Szlichtyngiem i Stanisławem Lubienieckim schronił się pod opiekę Szwedów w Krakowie. Po poddaniu się Krakowa wojskom polskim króla Jana Kazimierza, Wiszowaty powrócił do Robkowa i majątku rodzinnego we Wrocimorowej. Tam doszła go wieść o uchwaleniu przez Sejm konstytucji o wygnaniu arian z Polski (1658). Akt parlamentu stawiał Braciom polskim do wyboru: nawrócenie lub konfiskatę majątku i wygnanie z kraju (w ciągu 3 lat). Wiszowaty podjął ostatnią próbę uratowania arian. W dniach 11–16 marca 1660 r., na zamku kasztelana wojnickiego Jana Wielopolskiego w Rożnowie odbyła się słynna publiczna dysputa teologiczna między przedstawicielami Braci polskich i duchownymi kościoła katolickiego. Spotkanie do niczego nie doprowadziło. Kasztelan pod wrażeniem intelektu Wiszowatego zaproponował mu, aby pozostał w kraju, który potrzebuje ludzi uczonych. W zamian za przejście na religię katolicką zaoferował teologowi wieś Gródek. Ten odmówił mówiąc, że lepiej "dobra stracić i cześć obywatelską niż czyste sumienie".
10 lipca 1660 r. Wiszowaty opuścił Polskę. Arianie wyjeżdżający z Rzeczypospolitej udali się do Kluczborka. Następnie Wiszowaty pojechał na Węgry, a stamtąd został przez synod wysłany do Mannheim. W Heidelbergu wręczono mu zakaz nauczania na terenie Palatynatu. W tej sytuacji, jako miejsce stałego pobytu Wiszowaty wybrał Amsterdam. Do końca życia pozostał wierny przekonaniom religijnym. W 1666 roku został razem "z rodziną z Polski" przyjęty do parafii remonstranckiej w Amsterdamie. Nadal tworzył i opiekował się spuścizną Braci polskich. Opublikował monumentalne wydawnictwo Bibliotheca Fratrum Polonorum, na które składał się dorobek polskich arian, a które w 1674 trafiło na Indeks ksiąg zakazanych. Zmarł 29 lipca 1678 w Amsterdamie. Ostatnie słowa wypowiedziane do jednego z synów brzmiały: „Jak widziałeś, chłopcze, że ja czynię, tak i ty zawsze trzymaj się tylko tego, co prawdziwe i dobre i cały wysiłek ku temu obracaj”. 

## Rodzina
Miał młodszego brata, Teodora (zm. po 1662), także pastora Braci Polskich, po 1660 roku na wygnaniu w Brandenburgii.
Andrzej Wiszowaty 3 maja 1648 r. ożenił się ze współwyznawczynią Aleksandrą Rupniewską (Alexandra von Rupnow) (1623-23 listopada 1679) herbu Szreniawa, córką Joachima i Elżbiety z Lubienieckich herbu Rola. Małżeństwo to było niezwykle zgodne i doczekało się kilkorga dzieci:
1. Agnieszka (1650-1680) która w 1678 roku poślubiła w Amsterdamie Teodora Bogdana Lubienieckiego (1654-1718), malarza i współwyznawcę.
2. Mikołaj, wymieniony w genealogii rodzinnej przez Lubienieckiego
3. Benedykt Wiszowaty (ok.1655-po 1704) poszedł w ślady ojca, był duchownym Braci Polskich na wygnaniu, dokończył wydawanie Biblioteki Braci Polskich, gdzie umieścił obszerną biografię swego ojca
4. Dorota (pochowana 20 lipca 1721), która w 1690 roku wstąpiła do parafii remonstranckiej w Amsterdamie, jest wymieniona jako krawcowa[13]

## Twórczość
Autor 62 prac z dziedzin teologii, filozofii, religii i etyki, w większości zaginionych. Za najwybitniejszą i najbardziej znaną z nich uchodzi „Religio rationalis seu de rationis judicio” – „O religii zgodnej z rozumem, czyli traktat o posługiwaniu się sądem rozumu także w sprawach teologicznych i religijnych” (Amsterdam 1685). Wydawca dorobku braci polskich, monumentalnego wydawnictwa „Bibliotheca Fratrum Polonorum”. Swoich sił próbował również na polu poezji. Wierszowany przekład psałterza zaginął. Przetłumaczył na język polski łaciński wiersz Samuela Przypkowskiego. Jest także autorem wierszowanego paszkwila w odpowiedzi ks. W. Dębołeckiemu, stanowiącego ciekawy przykład ówczesnej krytyki. Nie odnaleziono dotąd 3 wybitnych traktatów, które Wiszowaty pozostawił w rękopisie, poświęconych: filozofii przyrody („Physicae problemata”), logice („Breves institutiones logicae”) i etyce („Eticae seu philosophiae moralis compendium”).
Nawiązał kontakty lub przyjaźnie z wieloma wybitnymi osobistościami epoki, m.in.: Janem Crellem, Krzysztofem Arciszewskim, Szymonem Episcopiusem, Janem Gerhardem Vossiusem, Stefanem Curcelleusem, Hugo Grocjuszem, Pierre'em Gassendim, Samuelem Sorbiere, Janem Amosem Komenskim, Gotfrydem Leibnizem. Skomponował hymny i psalmy w języku polskim.

### Ważniejsze dzieła
- (Annotationes in uniwersum Novum Testamentum), napisane z polecenia synodu w Czarkowie w roku 1652; całość nie została ogł. drukiem; fragmenty wyd. w: Bibliotheca Fratrum Polonorum, zob. Prace edytorskie
- De S. Trinitate objectiones quaedam, dat. 1665, druk. w dziele P. Lysera Amoenitates litterariae, Lipsk 1729, (znane w rękopisie G.W. Leibnizowi, który odpowiedział na to w piśmie pt. Trinitas per nova inventa logica defensa contra epistolam Ariani, 1671)
- Objectiones contra opinionem de Filio Dei ante mundum creato, post incarnato, powst. 1672, wyd. 1678, (druk. bezimiennie jako odpowiedź K. Sandiusowi młodszemu, co stało się powodem dalszej z nim polemiki)
- Religio rationalis seu de rationis judicio, in controversiis etiam theologicis ac religiosis adhibendo, tractatus, według Estreichera powst. 1676, wyd.: brak miejsca druku 1685; fragmenty przekł. polskiego: I. Lichońska pt. "O religii zgodnej z rozumem, czyli o posługiwaniu się sądem rozumu w sporach zarówno teologicznych, jak religijnych", Myśl Filozoficzna 1955, nr 1; E. Jędrkiewicz, ogł. Z. Ogonowski Socynianizm polski, Warszawa 1960; przekł. niemiecki: pt. Die vernünftige Religion, das ist gründlicher Beweis dass man das Urtheil gesunder Vernunft, auch in der Theologie und in Erörterung der Religions-fragen gebrauchen müsse, Amsterdam (według Estreichera druk. w Niemczech) 1703
- Colloquium charitativum de religione cum romano-catholicis habitum in arce, Rożnów, ogł. A. Węgierski Libri quatuor Slavoniae reformatae, Amsterdam 1679
- Stimuli virtutum fraena peccatorum, Amsterdam 1682, drukarnia H. Jansson (zbiór kilku traktatów A. Wiszowatego oraz kilku drobnych utworów S. Przypkowskiego)
- Narratio compendiosa, quomodo in Polonia a Trinitariis reformatis separati sint Christiani Unitarii, przedr. C. C. Sandius (młodszy): Bibliotheca Anti-Trinitiarorum, Freistadt 1684
- Wiersze od księdza Debołęckiego starożytność języka polskiego nad wszystkie całego świata narody wywodzącego, wyd.: A. Brückner w: J. T. Trembecki Wirydarz poetycki, t. 1, Lwów 1910, s. 143-146; W. Taszycki Wybór tekstów staropolskich XVI-XVIII wieku, Lwów 1928; także wyd. 2 Warszawa 1955.

### Przekłady
- S. Przypkowski Apostrophe do Polski na pakta z Szwedami pruskie, wyd. A. Brückner w: J.T. Trembecki Wirydarz poetycki, t. 1, Lwów 1910, s. 404-405.

### Prace edytorskie
- Bibliotheca Fratrum Polonorum qui unitarii appellantur..., Irenopoli lub Eleutheropoli (Amsterdam) post a. D. 1656, (według Estreichera druku dokonano w Amsterdamie, tłocząc przez kilka lat post a. 1656; wydawnictwo objęło m.in. dzieła: Jana Creliusa, Ludwika Wolzogena, Fausta Socyna, Jonasza Szlichtynga, Andrzeja Wiszowatego i Samuela Przypkowskiego
- Catechesis ecclesiarum Polonicarum unum Deum Patrem confitentium, Irenopoli (Amsterdam) 1659 (Wiszowaty jest autorem przedmowy i not objaśniających)
- K. Sandius, F. S. Bock, M. Wiszniewski i Estreicher wyliczają liczne jego prace w jęz. łacińskim i polskim, obecnie już nieznane.

### Listy
- Korespondencja z Samuelem Sorbière'em z lat 1642–1645, rękopis: Bibliotèque Nationale w Paryżu nr 10 352, zob. także Epistolae illustrium ac eruditorum ad Sorberium, Paryż 1660; list dat. z Hamburga 2 sierpnia 1642, przedr. Z. Ogonowski "List A. Wiszowatego do Samuela Sorbière'a", Studia i Materiały z Dziejów Nauki Polskiej, t. 3 (1955)
- Do S. Lubienieckiego, dat.: z Mannheimu 25 września 1665; z Amsterdamu 16 października 1666, ogł. S. Lubieniecki Theatrum cometicum, Amsterdam 1668, s. 610-614, 618; przekł. polski: I. Lichońska, ogł. Z. Ogonowski "Dwa listy A. Wiszowatego do S. Lubienieckiego", Studia i Materiały z Dziejów Nauki Polskiej, t. 4 (1956).